# Macronycteris besaoka
Macronycteris besaoka é um morcego extinto de Madagascar do gênero Macronycteris [en]. É conhecido a partir de numerosas mandíbulas e dentes, que foram coletados em uma caverna em Anjohibe em 1996 e descritos como uma nova espécie em 2007. O local onde Hipposideros besaoka foi encontrado tem no máximo 10.000 anos; outras partes da caverna renderam Hipposideros commersoni [en], uma espécie viva de Hipposideros de Madagascar, e algum material que é distinto de ambas as espécies. Macronycteris besaoka era maior que Hipposideros commersoni, tornando-o o maior morcego insetívoro de Madagascar, e tinha molares mais largos e uma mandíbula inferior mais robusta. Como é usual em Hipposideros, o segundo pré-molar superior é pequeno e deslocado da fileira dentária, e o segundo pré-molar inferior é grande.

## Taxonomia e distribuição
Em 1996, uma equipe liderada pelo biólogo David Burney coletou brechas contendo morcegos e outros animais da caverna de Anjohibe, no noroeste de Madagascar. Os morcegos na amostra foram descritos por Karen Samonds (anteriormente Irwin) em sua tese de doutorado de 2006 e em um artigo de 2007. Ela encontrou várias espécies vivas, além de duas extintas, Triaenops goodmani e Hipposideros besaoka, que ela descreveu como novas. Hipposideros, o gênero ao qual Hipposideros besaoka é atribuído, contém a espécie viva Hipposideros commersoni [en] de Madagascar, entre muitas outras. O nome específico besaoka é a palavra malgaxe para "queixo grande". O material de Hipposideros besaoka é da localidade TW-10 dentro da caverna e tem cerca de 10.000 anos ou menos. Uma análise cladística usando dados morfológicos sugere que H. besaoka está mais intimamente relacionado com os africanos continentais Hipposideros gigas [en] e Hipposideros vittatus [en], anteriormente incluídos em Hipposideros commersoni, e um pouco mais distantemente com o próprio H. commersoni.
Samonds também encontrou material de Hipposideros em outros locais em Anjohibe, mas não o atribuiu a Hipposideros besaoka. Em Old SE, também com no máximo 10.000 anos, um único quarto pré-molar superior (P4) foi encontrado com dimensões diferentes das vistas tanto em Hipposideros commersoni quanto em Hipposideros besaoka e sem uma cúspide no canto lingual frontal (interno), presente em ambas as outras espécies; Samonds atribuiu este espécime a Hipposideros sp. cf. Hipposideros commersoni. Em NCC-1 (estimado em 69.600 a 86.800 anos), um incisivo inferior e um terceiro molar inferior (m3) foram encontrados; esses dentes se assemelham a H. commersoni e são distintos de Hipposideros besaoka, então Samonds os atribuiu à primeira espécie. A localidade SS2, que não pôde ser datada, continha alguns dentes e mandíbulas isoladas de Hipposideros. Alguns destes mostraram medidas distintas de ambas as espécies de Hipposideros, tornando a atribuição do material duvidosa; Samonds o referiu como H. sp. cf. Hipposideros commersoni.

## Descrição
Hipposideros besaoka é conhecido a partir de numerosos ossos da mandíbula e dentes isolados. O material é identificável como Hipposideros pela fórmula dentária de {\displaystyle {\tfrac {1.1.2.3}{2.1.2.3}}} (um incisivo, um canino, dois pré-molares e três molares na dentição superior em ambos os lados esquerdo e direito; dois incisivos, um canino, dois pré-molares e três molares na dentição inferior à esquerda e à direita); o segundo pré-molar superior (P2) é deslocado para fora da fileira dentária, em direção ao lado do crânio, de modo que o canino (C1) e o P4 se tocam ou quase se tocam; e o segundo pré-molar inferior (p2) é grande e tem uma faceta larga e íngreme no lado bucal (externo). A análise morfométrica mostra que H. besaoka é significativamente diferente de Hipposideros commersoni e fica fora da variação substancial dentro dessa espécie. Em particular, os molares superiores são mais largos e a mandíbula (maxilar inferior) é mais robusta. Em morcegos, mandíbulas robustas são frequentemente associadas a uma dieta que inclui objetos duros. Hipposideros besaoka era o maior morcego insetívoro de Madagascar, uma posição agora preenchida pelo menor Hipposideros commersoni.

### Mandíbulas
Os ossos pré-maxilares abrigam cada um um único incisivo, que está localizado na ponta frontal. Eles terminam em forma de V na margem frontal e em um ponto estreito na margem posterior. Dentro de cada pré-maxila há uma grande abertura, o forame palatino anterior. O osso maxilar contém os outros dentes superiores. A mandíbula varia de fina a robusta e abriga os dentes inferiores.

### Dentes
Os incisivos superiores são pequenos e de coroa plana e são fracamente divididos em dois lobos. Uma única cúspide grande está presente no C1, com uma prateleira menor no lado posterior. O P2 é muito pequeno e o P4 contém uma cúspide alta na frente, uma cúspide menor antes dela no lado interno (lingual) e uma prateleira atrás da cúspide alta. O comprimento do P4 tem em média 2,13 mm, com um desvio padrão (DP) de 0,104 mm, e a largura é de 2,52 mm com um DP de 0,168 mm. No primeiro molar superior (M1), a protofossa, uma bacia entre as cúspides na frente do dente, é fechada. O segundo molar (M2) é semelhante, mas menor e mais quadrado. O M3 é muito menor e tem um padrão de coroa reduzido semelhante a um W.
Os dois incisivos de cada lado da mandíbula inferior são pequenos e têm três cúspides. O canino inferior (c1) tem uma cúspide alta e estreita. O segundo pré-molar inferior (p2) é um dente grande com uma cúspide central alta e cristas altas que conectam esta cúspide às bordas frontal e posterior. Uma segunda cúspide menor está presente na crista posterior. O quarto pré-molar (p4) também tem uma cúspide central alta; além disso, existem raízes menores antes e atrás dela no lado lingual. Este dente tem duas raízes. No primeiro molar inferior (m1), um dente grande, o complexo de cúspides na frente (o trigonídeo) é alto e o de trás (o talonídeo) é mais baixo. Entre as cúspides do trigonídeo, o protoconídeo [en] é o mais alto e o metaconídeo e o paraconídeo são mais baixos e de altura aproximadamente igual. Os cíngulos [en] (prateleiras) na frente e atrás são baixos. O segundo molar (m2) é semelhante e apenas um pouco menor, mas o m3 é muito menor e tem um talonídeo reduzido. O comprimento do m3 tem em média 2,37 mm (DP 0,098 mm) e a largura 1,76 mm (DP 0,076 mm).

## Literatura citada
- Samonds (Irwin), K.E. 2006. The origin and evolution of Malagasy bats: Implications of new Late Pleistocene fossils and cladistic analyses for reconstructing biogeographic history. Ph.D. Dissertation, Department of Anatomical Sciences, Stony Brook University, xx + 403 pp.
- Samonds, K.E. 2007. Late Pleistocene bat fossils from Anjohibe Cave, northwestern Madagascar. Acta Chiropterologica 9(1):39–65.